# Seriolella
Seriolella is een geslacht van straalvinnige vissen uit de familie van Centrolophidae.

## Soorten
- Seriolella brama (Günther, 1860)
- Seriolella caerulea (Guichenot, 1848)
- Seriolella porosa (Richardson, 1845)
- Seriolella punctata (Forster, 1801)
- Seriolella tinro (Gavrilov, 1973)
- Seriolella violacea (Guichenot, 1848)